# Wittdün
Wittdün auf Amrum (Vitdyn en danois, Witjdün en frison septentrional) est une commune d'Allemagne, située dans le land du Schleswig-Holstein et l'arrondissement de Frise-du-Nord. Elle se situe au sud de l'île d'Amrum.

## Géographie

### Situation géographique
Le territoire communal de Wittdün s'étend au sud de l'île d'Amrum, qui fait elle-même partie de l'archipel des îles frisonnes septentrionales. Le territoire communal comprend également la zone du Wittdüner Marschkoog, située à l'arrière, au nord de la langue de terre qui s'avance vers l'est.

### Divisions de la commune et communes voisines
Du point de vue de la géographie de l'habitat, la commune de Wittdün se compose de la station balnéaire éponyme et du lotissement isolé Heide-Kate, autre lieu d'habitation. Ce dernier était à l'origine qualifié d'auberge et se trouve à l'ouest de la localité, sur la Inselstraße. En outre, il existe également les lieux nommés Zeltplatz I et II, qui ont également été répertoriés comme lieux d'habitation dans le registre des lieux d'habitation lors du recensement de 1987.
En tant que localité insulaire la plus méridionale, Wittdün n'a qu'une seule commune voisine, Nebel, qui lui est rattachée au nord. La frontière entre les deux communes est marquée par le cours d'eau Gattel dans la zone de marais à l'est. Pour le reste, la commune est entourée par le parc national de la mer des Wadden du Schleswig-Holstein dans toutes les directions.

### Description de la commune
Le village a été construit à l'origine sur un terrain dunaire non habité. Celui-ci est situé quelques mètres plus haut sur le flanc sud que sur le côté nord. Le village s'étend le long de la route nationale 215, la "Inselstraße", depuis la pointe sud-est d'Amrum sur environ un kilomètre en direction de l'ouest. Avec ses nombreux bâtiments commerciaux, il a en partie des allures de petite ville. La "pointe sud", orientée vers l'est, est entourée d'une double promenade. À l'ouest du village se trouvent deux campings, au sud-ouest plusieurs lacs de dunes, dont le Wriakhörnsee. Au nord de la route nationale, à l'ouest de la localité, se trouve une ancienne Vogelkoje. Au nord de la localité se trouve un port de stockage de signalisations maritimes.

## Histoire
Contrairement aux autres villages de l'île, Wittdün est une localité relativement jeune. Elle est fondée comme lieu de villégiature en 1890 à l'endroit où est établi le port pour les ferry vers le continent. Le nom signifie "dune blanche" - ce qui indique que le sud d'Amrum était un paysage de dunes inhabitées jusqu'à la fin des années 1880.
De nombreux habitants d'Amrum craignent alors de voir la culture frisonne de l'île se perdre avec l'arrivée du tourisme. De nombreux insulaires pensent alors pouvoir protéger les communautés villageoises locales des "nouvelles modes" et du "luxe" en concentrant le tourisme balnéaire naissant sur un site au sud de l'île. Une première demande d'un curiste de Wyk auf Föhr pour la création d'une station balnéaire sur Amrum a d'ailleurs été rejetée en septembre 1885 par la commune d'Amrum, "car on peut craindre la corruption des bonnes mœurs locales par les baigneurs [...]".
En 1889, le capitaine et garde-plage d'Amrum Volkert Martin Quedens (1844-1918), qui habite à Süddorf, achète plusieurs hectares de dunes sur la pointe sud de l'île, fait construire un logement en tôle ondulée préfabriquée avec 29 chambres d'hôtes et ouvre la première station balnéaire. Peu après, en 1891, le capitaine Paul Köhn (1838-1907) de Heligoland fait construire un hôtel à proximité de la plage. Son nom est encore aujourd'hui celui d'un chemin pédestre menant au village - Köhns Übergang. Le 10 mai 1890, le gouvernement provincial de Schleswig accorde une concession balnéaire. Deux ans plus tard, la société anonyme Wittdün-Amrum (AGWA), fondée à cet effet par l'hôtelier Heinrich Andresen, originaire de Tondern, réalise plusieurs grands projets de construction sur la pointe sud de l'île, dont les bâtiments Kurhaus et Kaiserhof, ainsi que d'autres hôtels, villas et maisons d'hôtes. En 1893, tant Quedens que Köhn vendent leurs hôtels à Heinrich Andresen. 
Pendant la saison balnéaire, quatre lignes de bateaux desservent la station balnéaire en pleine expansion depuis le continent, et un précurseur du futur chemin de fer de l'île d'Amrum est construit en 1893 pour transporter les baigneurs jusqu'à la plage sur le Kniepsand. Sur la plage sud de Wittdün, une première promenade en bois est construite; elle sera remplacée en 1914 par une promenade en maçonnerie après avoir été endommagée par des raz-de-marée. Pendant la saison estivale de 1895, on compte environ 2 600 visiteurs ; la station balnéaire de Wittdün vit alors exclusivement du tourisme et offre à ses hôtes une vie sociale féodale semblable à celle des autres stations balnéaires wilhelmiennes. En 1906, l'AGWA doit déposer le bilan en raison d'une baisse de son chiffre d'affaires.  
Le tourisme balnéaire, axé sur la société wilhelmienne, s'effondre complètement à Wittdün à la suite de la Première Guerre mondiale. La période allant jusqu'au début des années 1920 est marquée par des faillites et la spéculation immobilière. Après une courte période de stabilisation du tourisme, l'effondrement se répète lors de la Seconde Guerre mondiale. Le chemin de fer de l'île cesse de fonctionner en 1939. Après la guerre, de nombreux hôtels du village accueillent des réfugiés et des personnes déplacées. De nombreux autres établissements sont transformés en foyers pour enfants, de sorte que jusque dans les années 1960, le nombre de lits de ces foyers est environ deux fois plus élevé que le nombre de lits pour les curistes. Cependant, à partir de 1950, le tourisme se développe à nouveau. En 1956, Wittdün obtient le statut de station thermale grâce à la construction d'une maison de cure. 
Dans les années 1970, l'importance des foyers pour enfants à Wittdün diminue ; nombre d'entre eux sont démolis et remplacés par des immeubles d'appartements en copropriété destinés à la vente à des personnes ne résidant pas sur l'île. La maison de cure construite en 1892, dont les contours marquait depuis lors la silhouette de la pointe sud d'Amrum, est démolie en 1974. Le terrain est resté propriété de la commune et des maisons d'habitation y sont construites ultérieurement. Wittdün devient à cette époque le centre de la vie commerciale d'Amrum. En 1976, le pont d'accostage en bois est remplacé par un pont en béton asphalté. 
Le 27 avril 2009, la commune reçoit le complément de nom "sur Amrum" et s'appelle depuis lors Wittdün auf Amrum.

## Politique et administration

### Situation administrative
Wittdün est longtemps gérée comme un quartier de la commune d'Amrum, qui englobe alors l'ensemble de l'île. Le 13 octobre 1912, la localité est détachée de cette commune et devient ainsi une commune indépendante. Jusqu'au 31 décembre 2006, la commune de Wittdün forme avec les communes de Nebel et Norddorf l'Amt d'Amrum. Elle est depuis lors incorporée dans le nouvel Amt de Föhr-Amrum.

### Conseil municipal
La commune de Wittdün est dotée d'un conseil municipal de onze membres élus au suffrage universel. Peu avant les élections communales de 2018, l'Union chrétienne-démocrate d'Allemagne (CDU), le Parti social-démocrate d'Allemagne (SPD) et le Wittdüner Bürgerblock (WBB) s'étaient unis pour former la Wittdüner Wählergemeinschaft (WWG), qui détient depuis lors l'ensemble des sièges du conseil municipal,. Depuis 2018, Heiko Müller est maire de la commune. Auparavant, Jürgen Jungclaus avait occupé ce poste depuis 2007.

## Religion
La chapelle protestante de Wittdün a été construite en 1903 d'après les plans de l'architecte hambourgeois Hugo Groothoff. Une chapelle catholique romaine construite en 1905 a ensuite été démolie au profit d'une droguerie. 

## Économie et transports
Wittdün est une station balnéaire. Le tourisme constitue la principale source de revenus. En 2012, 343 872 nuitées ont été enregistrées (sans compter les nuitées dans les foyers pour enfants et l'auberge de jeunesse). En 1971, la station s'était dotée d'une piscine d'eau de mer, dont le bassin extérieur a dû être fermé en 1984 faute de rentabilité. En 1988, un nouveau centre de cure a été construit. Aujourd'hui, Wittdün dispose d'une piscine d'eau de mer à vagues et d'un centre de thalassothérapie.
Le seul port de ferry d'Amrum se trouve à Wittdün ; il dispose de deux embarcadères pour les ferry-boats de la Wyker Dampfschiffs-Reederei Föhr-Amrum (W.D.R.), ainsi que d'un embarcadère pour les bateaux à passagers d'autres compagnies. Depuis le port, les navires mixtes de la Wyker Dampfschiffs-Reederei desservent le port continental de Dagebüll, Wyk auf Föhr sur l'île voisine de Föhr et parfois le port continental de Schlüttsiel via Hooge et Langeneß. La compagnie de navigation Adler-Schiffe de Sylt assure des liaisons avec Hörnum et Nordstrand. Depuis sa construction en 1976, le port disposait de trois quais pour les ferry-boats ; le troisième pont transbordeur a cependant été démonté en 2013 en raison de son âge et du trafic limité sur la ligne de la W.D.R.. Le port de signalisation maritime abrite entre autres le porte-tonneau Amrumbank de l'Office des voies navigables et de la navigation Elbe-Nordsee ainsi que le croiseur de sauvetage en mer Ernst Meier-Hedde et le bateau d'excursion Eilun.
Des bus de la W.D.R. desservent tous les villages de l'île, sauf Steenodde.